# En dålig flicka?
En dålig flicka? (engelska: Bad Girl) är en amerikansk dramafilm från 1931 i regi av Frank Borzage och med Sally Eilers, James Dunn och Minna Gombell i huvudrollerna. Manuset skrevs av Edwin J. Burke och är baserat på en roman från 1928 av Viña Delmar. Filmen hade svensk premiär den 26 december 1931 och nominerades till tre Oscarsutmärkelser, inklusive bästa film, och vann för bästa regissör och bästa anpassade manus.